# Szatow (chutor)
Szatow (ros. Шатов) – chutor w zachodniej Rosji, w sielsowiecie płotawskim rejonu oktiabrskiego w obwodzie kurskim.

## Geografia
Miejscowość położona jest w dorzeczu Worobży (lewy dopływ Sejmu), 2 km od centrum administracyjnego sielsowietu (Płotawa), 15 km na południowy zachód od centrum administracyjnego rejonu (Priamicyno), 27 km na południowy zachód od Kurska, 10,5 km od drogi magistralnej (federalnego znaczenia) M2 «Krym».
W chutorze znajduje się 8 posesji.
Klimat
Miejscowość, jak i cały rejon, znajduje się w strefie klimatu kontynentalnego z łagodnym ciepłym latem i równomiernie rozłożonymi opadami rocznymi (Dfb w klasyfikacji klimatów Köppena).

## Demografia
W 2010 r. chutor zamieszkiwało 7 osób.